# Jón Sigurðsson
Pour les articles homonymes, voir Sigurðsson.
Jón Sigurðsson (parfois transcrit Jón Sigurdsson), né le 17 juin 1811 à Hrafnseyri, près d'Arnarfjörður dans la région des fjords de l'Ouest de l'Islande et mort le 7 décembre 1879 à Copenhague au Danemark, est un historien et homme politique islandais du XIXe siècle, chef de file du mouvement pacifiste pour l'indépendance de l'Islande, alors rattachée au royaume du Danemark. Il était un fervent républicain.  

## Biographie
Jón Sigurðsson est le fils du pasteur Sigurður Jónsson. Il se rend à Copenhague en 1833 pour y étudier la grammaire et l'histoire à l'université de la ville.
Après ses études, Jón commença à travailler à la Arnamagnæan Collection, où se trouvaient les manuscrits des sagas islandaises. Il devint rapidement un expert de ces sagas et de l'histoire de l'Islande. Mais, il n'obtient jamais un diplôme de l'université, car la politique islandaise occupait tout son temps.
Avant de partir pour le Danemark, Jón se fiance avec sa cousine Ingibjörg Einarsdóttir, et elle, ainsi que son père, l'oncle de Jón, acceptent la proposition. Mais Jón et Ingibjörg ne se marient qu'en 1845, lorsque Jón revient en Islande pour la première fois depuis 1833 pour siéger à l'Althing, le Parlement de l'Islande, qui vient d'être restauré.
Il est à l'Althing en 1844 comme député pour le comté d'Ísafjörður. Il parviendra à conserver ce siège durant toute sa vie bien qu'il ne soit pas venu à toutes les sessions de l'Althing. À vrai dire, il viendra à treize des dix-sept sessions qui se tiendront durant sa vie. Il se rend également au Þjóðfundur (Grand rassemblement national) en 1851. Là il guide les Islandais dans leur résistance à l'adoption de la Constitution danoise de 1849 (en danois : Danmarks Riges Grundlov). La Constitution ne sera jamais formellement adoptée en Islande, et après des années de lutte, le gouvernement danois octroya à l'Islande, en 1874, une constitution limitée, lui garantissant une large autonomie dans les affaires intérieures.
Le moyen de communication avec la nation islandaise choisi par Jón Sigurðsson est la publication d'un magazine annuel appelé Ný félagsrit (Écritures de la Nouvelle association). Ce magazine est édité presque chaque année de 1841 à 1873 et Jón en est toujours le principal contributeur et soutien financier.
Le domicile de Jón et Ingibjörg à Copenhague devient un point de ralliement pour tous les Islandais de la ville. Ils n'ont aucun enfant excepté un fils adoptif, le neveu de Jón. C'est pourquoi un contemporain fit remarquer que « tous les Islandais étaient leurs enfants ».

## Hommages
Le 17 juin, date de son anniversaire, a été choisi par les Islandais pour la fondation de la république, en 1944. L'événement se déroula à Þingvellir le 17 juin 1944, le jour de son 133e anniversaire. Depuis, cette date est celle de la fête nationale islandaise.
Il est souvent considéré comme « le Président » (Jón forseti) par les Islandais. La principale raison à cela est qu'il fut, à partir de 1851 président du département de la Hið íslenska bókmenntafélag (« Société de littérature islandaise ») de Copenhague. Il fut également président de l'Althing à plusieurs reprises, la première fois en 1849.